# Vladimir Fedosejev
Vladimir Vasiljevič Fedosejev (rusko Влади́мир Васи́льевич Федосе́ев), ruski šahovski velemojster.
Fedosejev od leta 2023 igra za Slovenijo. 
Bil je udeleženec boja za svetovnega šahovskega prvaka v letih 2015, 2017, 2021 in 2023.
Sodeloval je na 45. šahovski olimpijadi leta 2024 v Budimpešti, kjer je slovenska ekipa osvojila odlično 9. mesto.